# زبان ننتسی جنگل
زبان ننتسی جنگل گونه‌ای از زبان‌های ننتسی و از گروه سموئیدی زبان‌های اورالی است که در منطقه خودمختار یامالو-ننتس و نواحی شمالی روسیه، بویژه سواحل رودهای آگان، پور و نادیم، توسط شماری از اقوام بومی سموئیدی تکلم میشود. این زبان حدود سی هزار گویشور داشته و با زبان ننتسی توندرا که توسط بومیان ساکن نواحی توندرا تکلم می‌شود تفاوت‌هایی دارد. گویشوران این دو زبان کلام همدیگر را درک کردو گاهی این دو زبان‌را دو گویش از یک زبان واحد شمرده‌اند. مردم ننتس از اقوام چشم بادامی و زبانشان همبستگی دوری با زبان‌های فنلاندی و مجاری نیز دارد. زبان مزبور به خط سیریلیک نوشته می‌شود.